# Пробуждение на Азуза-стрит
Пробуждение на Азуза-стрит  (англ. Azusa Street Revival) — движение «пробуждения» среди христиан (в основном протестантов), которое началось в 1906 году в миссии (впоследствии церкви), которая располагалось по адресу: Лос-Анджелес, Азуза-стрит, 312. Именно это движение положило начало всемирному распространению современного пятидесятничества. Руководители миссии учили о важности для каждого верующего наполниться Святым Духом (они называли это — крещение Святым Духом) и как знамение этого способность говорить на «иных языках».

## Предыстория

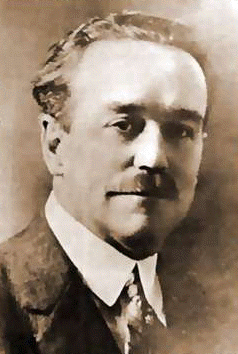
Чарльз Фокс Пархем

Чарльз Фокс Пархем (р. 1873), методистский пастор, открывает Библейскую Школу в г. Топека, штат Канзас. Занятия начинаются в октябре 1900 года. Пархем даёт своим ученикам задание установить, что в Библии являлось знамением наполнения людей Святым Духом. Внимательно изучая книгу Деяний Апостолов, учащиеся пришли к выводу, что таким знамением являлся дар «иных языков». В ночь с 31 декабря 1900 года на 1 января 1901 года ученики пребывали в молитве, и Агнесса Озман попросила возложить на неё руки и помолиться о том, чтобы Дух Святой сошел на неё. После молитвы она начала говорить на «иных языках».
Так как подобное событие (говорение на «иных языках») описываемое в книге Деяния Апостолов произошло в день Пятидесятницы, новое движение получило название пятидесятники.
И исполнились все Духа Святаго, и начали говорить на иных языках, как Дух давал им провещевать. Деяния Апостолов 2:4
Примерно в это же время преподобный Джозеф Смейл, пастор Первой баптистской церкви Лос-Анджелеса, во время очередного посещения Англии, познакомился с лидером «пробуждения в Уэльсе» Эваном Робертсом. Под руководством Эвана Робертса в Уэльсе в 1904—1906 годах проходило религиозное Пробуждение, в результате которого обратилось в веру более ста тысяч человек.
Джозеф Смейл принял решение вести свою церковь в таком направлении, чтобы религиозное пробуждение началось в Лос-Анджелесе. Сначала люди с энтузиазмом поддерживали своего пастора. Но преподобный Смейл настаивал на многочасовых молитвах, и церковный совет поставил ему ультиматум: или ход церковной жизни возвращается в прежнее русло, или ему нужно оставить церковь. Смейл выбирает второе и при поддержке некоторых членов церкви начинает собрания новой «Первой церкви Нового Завета». Новая церковь делает упор на молитву о пробуждении и ожидает даров Духа Святого, как в день Пятидесятницы.

## Уильям Сеймур

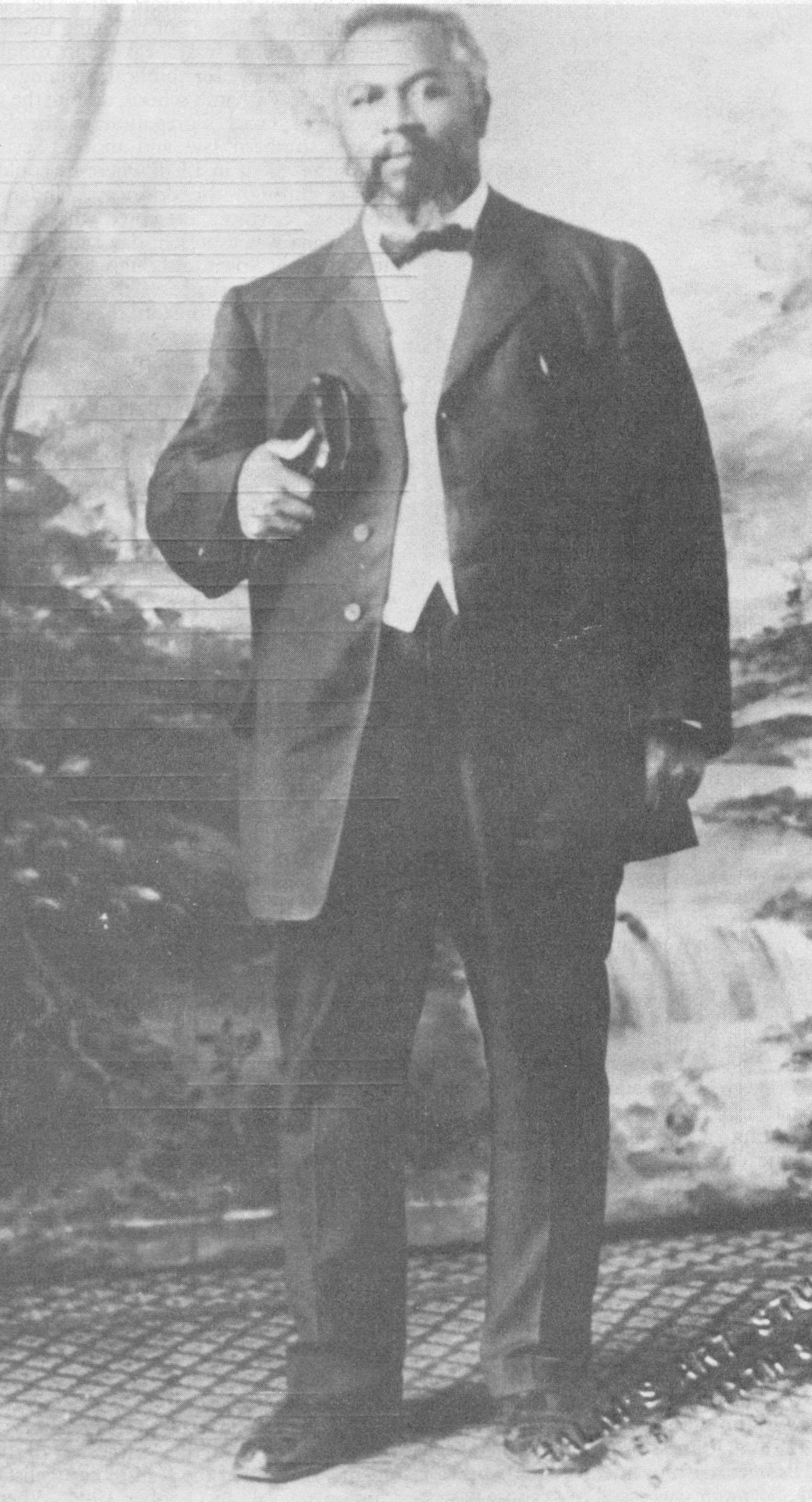
Уильям Сеймур

Уильям Сеймур родился 2 мая 1870 года у супругов Саймона и Филлис Сеймуров, бывших рабов. Переехав в 1895 году в Индианаполис, Сеймур обращается в веру в Методистской епископальной церкви. Позже он переезжает в г. Цинциннати, штат Огайо, где заболевает оспой. Он выжил после трёх недель мучений, он ослеп на левый глаз и его лицо покрылось рубцами.
В 1905 году Чарльз Пархем начал проповедовать новое учение в г. Хьюстон, штат Техас. Одним из людей, кто регулярно посещал его служения, была — миссис Люси Фарроу. Она была пастором маленькой церкви Движения святости. Чарльз Пархем предложил ей стать гувернанткой в его доме и отправиться с его семьей в Канзас, где он собирался проповедовать. На время своего отъезда Люси попросила Сеймура побыть пастором в её церкви. Вернувшись из поездки по Канзасу, она рассказала Сеймуру о всем, что она видела и слышала, включая говорение на «иных языках».
В 1905 году Чарльз Пархем открывает новую Библейскую Школу в г. Хьюстон, Техас. Люси Фарроу настаивает, чтобы Сеймур стал студентом в этой школе. Узнав о новой Школе и услышав проповеди Пархема, Сеймур решает стать студентом новой школы. В то время существовали очень сильные законы сегрегации, которые не позволяли чернокожему ученику находиться в одном классе с белыми учащимися. Поэтому Чарльз Пархем разрешает поставить специальную парту для Сеймура в холле, чтобы он мог слушать лекции через открытую дверь.
Через месяц после начала обучения в новой школе Сеймур получает приглашение из Лос-Анджелеса от миссис Джулии Хатчинс. Она открыла новую церковь Движения святости и приглашала Сеймура стать пастором. Пархем воспротивился этому предложению, так как имел виды на чернокожего ученика для распространения молодого пятидесятнического учения среди чёрных жителей Техаса. Одним из аргументов было то, что Сеймур ещё не пережил «крещение Святым Духом» и не заговорил на «иных языках». Несмотря на отсутствие поддержки со стороны Пархема, Сеймур принимает решение принять предложение и переехать в Лос-Анджелес.

## Лос-Анджелес
Когда Сеймур приехал с Лос-Анджелес 22 февраля 1906 года, численность населения города составляла более 238 000 граждан. В мае 1906 года около тридцати протестантских церквей объединились вместе и создали Лос-анджелесскую федерацию церквей.
Здание, в котором проводила служения церковь госпожи Хатчинс, имело площадь 1200 м². Почувствовав побуждение ехать миссионером в Либерию, миссис Хатчинс объявила в церкви, что хочет найти нового пастора. Одна из прихожанок — Нили Терри — рассказала, что во время визита в Хьюстон в 1905 году она слышала проповедь Уильяма Сеймура, и порекомендовала его другим членам общины. После молитвы миссис Хатчинс отправила приглашение Уильяму Сеймуру.
Начав проповедовать в новой церкви, Сеймур тут же стал говорить о «крещении Святым Духом» и знамении говорения на «иных языках». Это вызвало беспокойство у руководства общины, так как они не были готовы принять новое для них учение. Госпожа Хатчинс сообщила президенту Ассоциации церквей Движения святости Дж. М. Робертсу о возникших у неё проблемах. Тот собрал встречу руководителей этой Ассоциации, куда пригласил Сеймура. Ему было поставлено два условия:
1. Перестать проповедовать в церквях Ассоциации о крещении Святым Духом.
2. Когда Сеймур сам получит это крещение, сообщить Робертсу.

Во время этих событий Сеймур проживал в доме семейства Ли, которые радушно приняли его и все вместе стали проводить регулярные молитвенные собрания. Эти собрания проводились в течение марта, и к ним стали присоединяться другие люди, пока в доме семейства Ли не осталось места. Тогда собрания переехали в дом другой афроамериканской семьи — Ричарда и Рут Эшберри.
К собраниям Сеймура присоединялось всё больше людей, и он принимает решение позвать на помощь своих друзей из Хьюстона — Люси Фарроу и Джозефа Уоррена, которые приехали в начале апреля. В один из дней, когда Уильям Сеймур сидел с друзьями за столом, Эдвард Ли сказал, что неважно себя чувствует, и попросил помолиться за него с возложением на него рук. Во время молитвы он упал на пол и начал говорить на «иных языках». Известие об этом событии привлекало ещё больше людей, так что часто толпа стояла вокруг дома и на крыльце. В четверг 12 апреля 1906 года после продолжительной молитвы Уильям Сеймур наконец-то заговорил на «иных языках». В конце концов толпа интересующихся стала такой большой, что крыльцо в доме Эшбери не выдержало и рухнуло.
Ещё до этого случая с рухнувшим крыльцом Сеймур и его прихожане искали новое место для проведения собраний. Кто-то сообщил им о пустующем помещении по адресу Азуза-стрит, 312, принадлежавшем Первой африканской методистской церкви. Стороны договорились, что аренда здания будет стоить 8 долларов в месяц. Служения переехали в это помещение, которое стало известно как «Миссия на Азуза-стрит».

## Миссия Апостольской веры
Именно после переезда на Азуза-стрит начавшееся религиозное движение стало получать свою известность. На собрания стали приходить люди со всего города, а после приезжать и с других мест. Были организованы особые собрания для пасторов и служителей разных церквей, которые проходили утром каждого понедельника. Сеймур позволял проповедовать на собраниях Миссии, как женщинам, так и мужчинам, среди них были: Гленн Кук, Франк Бартлеман, Уильям Х. Дерхем и другие.
В сентябре 1906 года миссия начала издавать свою собственную газету под названием «Апостольская Вера». Со временем её тираж вырос до 50 000 экземпляров. 9 марта 1907 года миссия на Азуза-стрит получила свою официальную регистрацию под названием — «Миссия Апостольской Веры». А через месяц после регистрации, по окончании срока аренды здания по адресу: Азуза-стрит, 312, Сеймур выкупил это здание у Первой африканской методистской церкви за 15 000 долларов.
Вот как описывает в своей книге «АЗУЗА СТРИТ: миссия и пробуждение» это здание Сесил М. Робек:

Это было обычное строение, которое лишь слегка выходило за рамки определения «нищенское». оно имело выбеленные гашенной известью стены с обугленным каркасом и с временной разборной мебелью первой необходимости. На усыпанном стружками грязном полу стояли бочонки из-под гвоздей, поверх которых были положены доски, рядом с которыми находилась разносортица из отживших свой век стульев. Поскольку это обшитое снаружи строительными досками здание не имело не теплоизоляции, ни вентиляции, а её подвальное помещение было сколочено из грубо обработанных досок, то в летние месяцы внутри него становилось нестерпимо жарко.
— Сесил М. Робек
Богослужения в новой церкви проходили очень эмоционально. По свидетельству очевидцев люди плясали, радостно прыгали, поднимали руки вверх, громко кричали. Некоторые падали на пол «сраженные Святым Духом», как они это называли. Кто-то начинал быстро говорить на «иных языках», а кто-то терял дар речи.
Серьёзное испытание для Уильяма Сеймура произошло в ноябре 1906 года. По мере того, как пробуждение распространялось за пределы Лос-Анджелеса, Сеймур написал письмо Чарльзу Ф. Пархему и пригласил его приехать в Лос-Анджелес и повести за собой это движение. Пастор Сеймур рекламировал предстоящий приезд Пархема с большой радостью. Но когда тот приехал, он подверг критике некоторые вещи, которые происходили на собраниях Миссии Апостольской Веры. Сеймур был вынужден отстранить Пархема от руководства миссией.
В своих проповедях на служениях Миссии Апостольской Веры, Уильям Сеймур часто проповедовал о важности третьей личности Троицы — Святого Духа:

Причина, по которой сегодня существует такое огромное количество Божьих людей, у которых нет Божественной силы, без пережитого чувства спасения, в жизни которых не действует Кровь и благословенный Святой Дух, в том, что они должны принять Его как своего Учителя, как своего Утешителя. Иисус сказал в Своем драгоценном Слове, что если Он отойдет к Отцу, то пришлет нам другого Утешителя. Все, в чём нуждаются сегодня мужчины и женщины, — это принять в свою жизнь Учителя.
— Сесил М. Робек

## Всемирное влияние
Начавшееся пробуждение в миссии на Азуза-стрит оказало влияние на евангельских христиан по всему миру. Кто-то смог лично присутствовать на этих служениях и потом начал проповедовать пятидесятнические доктрины у себя в стране. Другие получали известия о происходящем в Лос-Анджелесе и искали подобных переживаний.
Так Томас Барратт служитель из Норвегии, приехал в 1906 году в США, чтобы собрать пожертвования для сиротского дома в Осло. Услышав о том, что происходит на Азуза-стрит, он написал письмо руководителям миссии с просьбой молиться о том, чтобы он исполнился Святым Духом и начал говорить на «иных языках». Закрывшись с своем гостиничном номере в Нью-Йорке, он постился и молился пока не заговорил на языках. После возвращения в Норвегию, он провёл первое пятидесятническое собрание, на которое собралось 2000 человек.
Одним из посетивших собрание Баррата был Леви Петрус, который был членом баптистской церкви в Швеции. Он распространил этот опыт в свою страну и организовал Пятидесятническую церковь, которая стала второй по величине в стране после Лютеранской. Основанная им в Стокгольме церковь долгое время была самой большой в Европе.

### Движение исцеления
В конечном итоге, начавшееся на Азуза-стрит пятидесятническое пробуждение привело к зарождению в 1946-м году так называемого "движения исцеления", благодаря которому пятидесятники заняли определённую нишу в обществе, начав использовать в своей проповеди элементы массовой культуры (прежде всего молодёжной). Основным посланием нового движения стала проповедь об исцелении верой, которая осуществлялась, порой, даже в крупнейших залах, аренах и палатках того времени (например, одним из главных лиц движения исцеления был Джек Коу, который проповедовал и молился за своих последователей в своей самой крупной переносной палатке в США вместимостью 22.000 человек).
Время спустя, стало очевидно, что движение исцеления породило не только крупнейшее миссионерское движение внутри пятидесятничества (которое, определенно возглавил Т.Л.Осборн), но так же и привело к зарождению следующего "пробуждения" — харизматического движения. Таким образом, движение исцеления, в свою очередь, повлекло за собой ряд других "волн Святого Духа" - харизматическое движение (в 1960-м году), неохаризматическое (1970-е годы) и прочие.